# آکیف پیرینچجی
آکیف پیرینچجی (ترکی استانبولی: Akif Pirinçci؛ زادهٔ ۲۰ اکتبر ۱۹۵۹) نویسنده داستان‌های جنایی و فیلم‌نامه‌نویس ترک‌تبار اهل آلمان است.